# Dasychira ruandana
Dasychira ruandana är en fjärilsart som beskrevs av Karl Grünberg. Dasychira ruandana ingår i släktet Dasychira och familjen tofsspinnare. Inga underarter finns listade i Catalogue of Life.